# Jakez Kerrien
Jakez Kerrien (père Jean Kerrien) est un écrivain et poète de langue bretonne, né le 23 mars 1900 à Saint-Thégonnec et mort le 30 juillet 1992 à Vannes.

## Biographie
Jakez Kerrien est né en 1900 au lieu-dit Kerdro à Saint-Thégonnec (Finistère Nord) dans une famille de paysans. À onze ans, il quitte sa famille pour le séminaire de Fontarrabie au Pays basque espagnol, à la frontière avec la France. Il poursuit ses études en théologie et philosophie en Belgique et au Vatican. C'est alors qu'il écrit la nouvelle Ar Roc'h Toull (La roche percée) et divers écrits dans sa langue maternelle, le breton.
Pendant plusieurs années père supérieur du séminaire de Poitiers, il finit sa vie dans la maison des pères de Picpus à Sarzeau (Morbihan) en 1992.
Ar Roc'h Toull est une œuvre où se mêlent l'humour, l'ironie et le fantastique. Elle a été publiée pour la première fois en 1925, dans Le Courrier du Finistère, puis en 1926 par Gwalarn. À la faveur du 100e anniversaire de la naissance de Jakez Kerrien, elle a été rééditée accompagnée d'une traduction française.
Le héros principal est un jeune homme qui, accompagné de son frère, s'aventure dans les profondeurs de la grotte du Roc'h Toull. Il y rencontre une équipe de joueurs de quilles, qui sont aussi des archéologues à la recherche de quelque chose qui pourrait être un trésor.
« Le Roc'h Toull est signalé sur certaines cartes. Cette grotte est située sur le territoire de Guiclan, à l'extrême sud de cette commune, au bord de la rivière Penzé, qui sert de limite entre Guiclan et Saint-Thégonnec ; comme le bourg de Guimiliau est bien moins loin que celui de Guiclan, on dit parfois : Le Roc'h toull de Guimiliau. » Fañch Morvannou, préface Ar Roc'h Toull, éd. Armorica.

## Œuvres
- Poésies : Ma ouije-me skriva, barzhoneg, in Feiz ha Breiz, 1922, et 6 poèmes publiés de 1917 à 1925.
- Théâtre : Dao d'ezo en amzer ar Chouanted (A l'attaque ! au temps des Chouans) in Breiz Atao No 54-70, 1923-1924 ; Ar guziadenn aour, kontadenn farsus (8 rann ha 15 pennad), (La cachette de l'or, comédie en 8 actes et 15 scènes), in Le Courrier du Finistère, 1922.
- Études : Ha reiz eo ar varzoniez (La métrique de la poésie), Gwalarn, no 7, 1927 ; Kenteliou d'ar barz yaouank (Leçons à un jeune poète), Feiz ha Breiz, No 12, 1927
- Nouvelles :   Ar waz dour (Le ruisseau)in Le Courrier du Finistère, 1923 ; Ar Roc'h toull in Le Courrier du Finistère, 1925.
- Rééditions :
  - Ar Roc'h Toull, Levraoueg Gwalarn, 1926.
  - Ar Roh Toull, Brest, Emgleo Breiz, 1957, 97pp.
  - Ar Roh Toull (3e édition), Brest, Emgleo Breiz, 1995, 93 p. (ISBN 2-900828-80-4) édité erroné ISBN indiqué comme erroné sur le catalogue de la BNF).
- Ar Roc'h Toull / La Roche percée (texte breton et traduction française en regard, présentation du texte, notes et traduction par Fañch/François Morvannou), Brest, Armorica, 2000, XIV + 119 p.,  (ISBN 2-914398-00-X).
- Ar Roc'h toull/ La Roche percée, éd. Armeline, Crozon, 2004,  (EAN 9782914398008).

## Pour approfondir